# バタフライフィッシュ
バタフライフィッシュ（学名：Pantodon buchholzi）は、アロワナ目パントドン科パントドン属に属する魚。本種のみでパントドン科パントドン属を形成する。別名パントドン。

## 分布
アフリカ大陸西部のわずかに酸性の水域、水温23-30℃、水流が弱く、水面を落葉が覆っている場所で見られる。チャド湖・コンゴ盆地・ニジェール・カメルーン、オゴウェ川・ザンベジ川上流でよく見られる。ニジェール・デルタ・オグン川下流・クロス川下流にも生息する。

## 形態
全長15cm。胸鰭・腹鰭・尾鰭が発達しており、特に胸鰭が上から見るとチョウの翅の様に見えるためこう名付けられた。
オスは尻鰭前半部の鰭条が長く伸長する。

## 生態
流れの緩やかな河川や湖、池沼等の表層に生息する。
食性は動物食で、昆虫類、節足動物、甲殻類、魚類等を食べる。
鰾は大きく、発達した血管網があるため空気呼吸ができる。
上向きの眼と口は、水面で小型の獲物を捕食することに適応したものである。また、外敵を避けるために、水中で十分に加速した後で水面から飛び出し滑空することができる。さらに、胸鰭を動かす筋肉が発達しているため、羽ばたくこともできる
繁殖形態は卵生で、浮遊する大きな卵塊を産む。体内受精を行うと考えられている。卵は約7日で孵化する。

## 人間との関係
ペットとして飼育されることもあり、日本にも輸入されている。主に野生個体が流通する。雌雄が見分けやすく飼育下での繁殖例がないわけではないが、繁殖法は未だ確立していない。胸鰭を使い水面から飛び出す危険があるため、水槽には蓋を設ける必要がある。